# Under California Stars
Under California Stars – amerykański film z 1948 roku w reżyserii 	Williama Witneya.